# 南三陸町防災対策庁舎

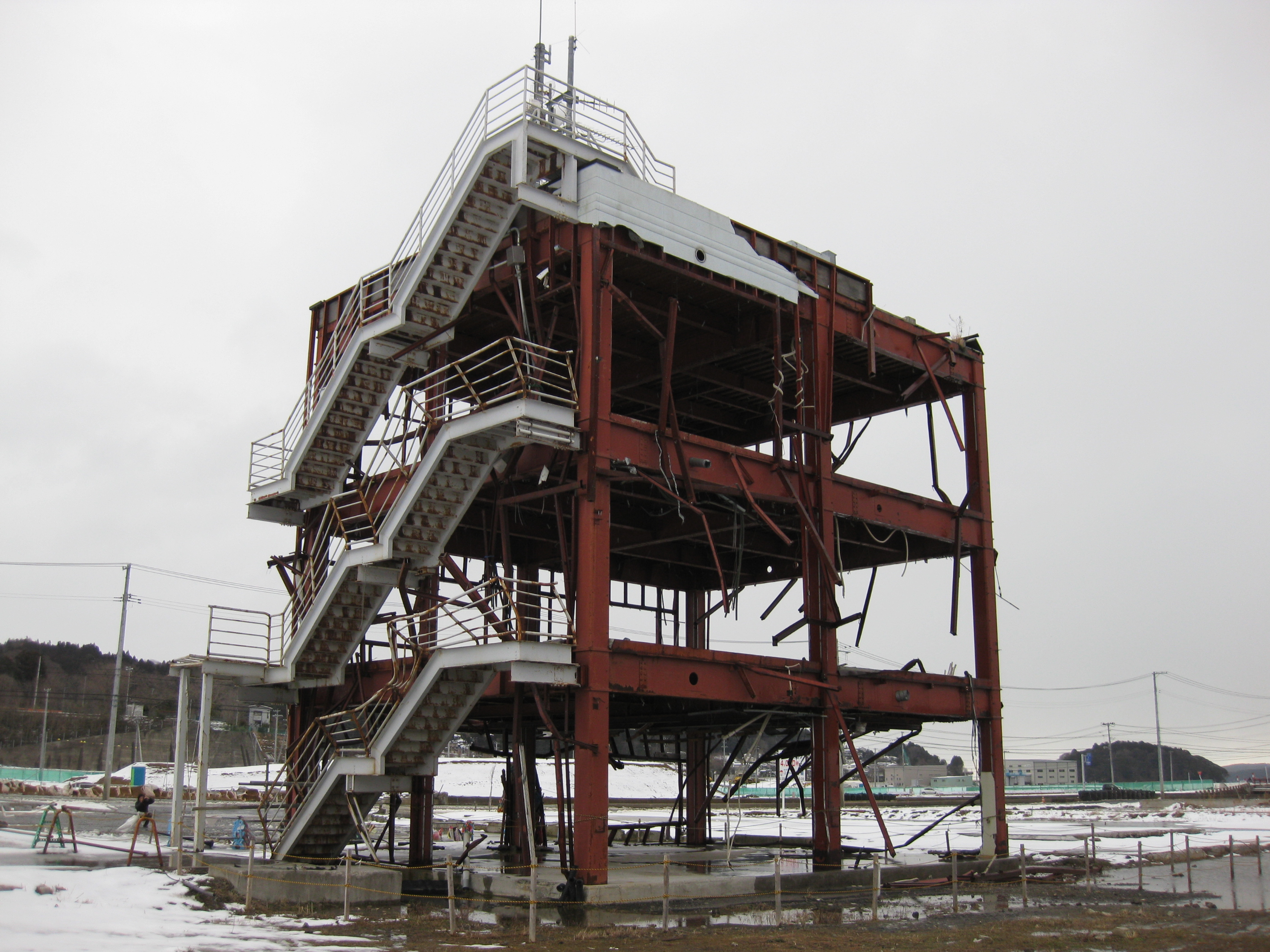
反対側からの様子

南三陸町防災対策庁舎（みなみさんりくちょうぼうさいたいさくちょうしゃ）は、宮城県本吉郡南三陸町の行政庁舎の1つ。東北地方太平洋沖地震（東日本大震災）に伴う津波で被災した。

## 概要
1995年（平成7年）、志津川町の町役場の行政庁舎の1つとして建設された。志津川町におけるチリ地震の浸水深2.4メートルに対し、防災対策庁舎は海抜1.7m、海岸から約600mの地点に建つ鉄骨造ほか3階建てであり、地上から高さ約12メートルの屋上に避難場所があった。2005年（平成17年）10月1日、志津川町と歌津町が新設合併して南三陸町となった。防災対策庁舎は南三陸町役場の行政庁舎の1つとなった。町役場の本所には、行政第1・第2庁舎、そして防災対策庁舎が隣接して建っていた。
2011年（平成23年）3月11日に発生した東北地方太平洋沖地震（東日本大震災）に伴う15.5メートルの津波により、第1庁舎および第2庁舎は流失し、防災対策庁舎は骨組みと各フロアの床および屋根等を残して破壊された。その悲劇（後述）により、防災対策庁舎は震災遺構とみなされている。

## 震災前の町役場
地方自治法（昭和22年法律第67号）第4条第1項の規定に基づいて、2005年（平成17年）10月1日に制定された「南三陸町役場の位置を定める条例」により、南三陸町役場の本所は南三陸町志津川字塩入77番地に定められた。同地にあった行政庁舎は以下の通り。
| 名称         | 構造              | 面積        | 土地所有 | 建設年月日     |
| ------------ | ----------------- | ----------- | -------- | -------------- |
| 第1庁舎      | 木造2階建         | 1,144.96 m2 | 借地     | 1957年10月1日  |
| 第2庁舎      | 鉄骨造2階建       | 404.94 m2   | 町有地   | 1978年5月15日  |
| 防災対策庁舎 | 鉄骨その他造3階建 | 362.85 m2   | 町有地   | 1995年12月20日 |

## 防災庁舎の悲劇
2011年（平成23年）3月11日に東北地方太平洋沖地震（東日本大震災）が発生。当初の6mという津波予想のため、庁舎に留まり避難しなかったのが、犠牲者を大きくする一因となった。2階に危機管理課があり、町災害対策本部が置かれた。本庁舎では津波来襲の15時25分頃まで、防災無線放送で繰り返し住民に避難を62回に渡り呼びかけ続けた。本庁舎から発信された約30分間の防災無線の放送音声は全て録音されている。
危機管理課の女性職員・遠藤未希は繰り返し避難を呼びかけ続けたが、波の高さについては「最大で6メートル」という放送が続き、最後の4回のみ「10メートル」と放送した。音声は、放送を続けようとする遠藤の声を遮るように「上へ上がって 未希ちゃん 上がって」という周囲の制止の声を最後に放送が途切れている。遠藤は津波に飲まれ殉職した。
最期まで防災無線で避難を呼びかけ続けて犠牲になった遠藤の行動は、「多くの命を救った命懸けのアナウンス」と大きく評価され、埼玉県の公立学校で2012年の4月から使われる道徳の教材に掲載された。
当初、津波の高さの予想は最大で6メートルだったため、当時、行政庁舎で勤務していた130名のうち、53名がこの3階建の防災庁舎の屋上に避難した。しかし津波は予想の高さを超え、庁舎の屋上床上約2メートルの高さまで押し寄せた。その水圧と流れにより、屋上に避難していた人々の多くが津波に流され、犠牲になった。生還したのは、佐藤仁町長ら11名。彼らは庁舎の屋上中心に立っていた高さ5メートルのアンテナのポールや、屋上へ向かう鉄骨製階段の手すりにしがみついたことで生還することができた。
屋上で写真を撮影していた職員（この職員は津波に飲まれ気絶したが、副町長が腕を掴み続けていたので、無事生還している）のデジタルカメラの本体は壊れてしまっていたが、データは無事で、津波が来る前から屋上が水没する瞬間までを捉えた様子が写っており、写真の一部は南三陸町のホームページに掲載された。
また、堅牢な建物であり2階の電算室で各種行政システムを管理していたが、サーバ及びバックアップテープも滅失した。

## 町長への責任追及
2012年（平成24年）3月6日、佐藤仁町長が高台へ避難させず、庁舎に留まらせたのが原因で町職員ら42人が犠牲になったとして、亡くなった町職員の遺族により業務上過失致死容疑にて宮城県警南三陸署に告訴状が提出されたが、2015年8月に仙台地検は不起訴処分にした。2016年9月28日、同様の内容で、亡くなった町職員の遺族5人により告訴されている。

## 恒久保存へ

### 保存か解体かをめぐる議論
その後の被災庁舎は震災のモニュメントとして震災遺構の役割を果たし、庁舎近くの被災建物が次々と撤去される中、本庁舎は撤去されなかった。保存を求める強い声もあり、当初は保存する予定だったが、2013年9月に町長は「残すとなると、庁舎の存在が復興事業の支障になる」「遺構の保存は、小さな町には荷の重すぎる問題だった」と述べ、「この災害を忘れないためにも庁舎をモニュメントとして残したい」という保存する意向を撤廃。被災庁舎の解体が決まり、2013年度中に解体される予定であった。同年11月2日には旧庁舎前で慰霊祭が行われた。
町の解体方針の一方で、宮城県と復興庁は遺構保存に前向きな方針で遺構保存の支援を示したが、佐藤町長は慰霊祭後の記者会見で「町の決定は変わらない」と述べていた。しかし、国が震災遺構の保存に関する支援策を表明したこと等から、村井宮城県知事は有識者会議の設置を被災15市町長に提案し、南三陸町の佐藤町長を含む全員が了承し、2013年12月に開催された第1回宮城県震災遺構有識者会議で、「震災遺構の対象となる施設」となる県内14施設の1つとなった。
この有識者会議は、2015年3月までに結論を出す予定になっていた。しかし、南三陸町が県に委託した防災対策庁舎を含む公立の建物の解体期限が2014年3月となっていることから、県は1月に町側に事務委託の対象から防災対策庁舎を外すこと持ちかけ、さらに防災対策庁舎の取り扱いについて「有識者会議での意見の取りまとめを終えた時点で改めて協議する」と加えた。町側も2014年1月に県の提案に同意した。この事により、有識者会議終了（2015年3月）までは解体されないことになっていた。

### 県有化と公園化
2015年になってから、宮城県は2031年まで庁舎の県有化を検討し始めたことが明らかになっている。具体的には、2015年1月に有識者会議の報告書が宮城県知事に提出され、その中で検討対象とされた防災対策庁舎については、「県内の震災遺構候補の中でも特段に高い価値がある」と評価され、併せて「拙速に結論を出すのではなく、時間をかけて考えることも検討すべき」との意見が特に付け加えられた。この有識者会議の報告を受け、2015年1月28日に村井宮城県知事が南三陸町を訪れ佐藤町長と南三陸町役場で面談し県からの提案を伝えた。
宮城県から提案のあった事項に関して、「町としてどう対応するのが望ましいと考えるか。」とのパブリックコメントを、町内に住所を有する者及び町内に事務所又は事業所を有する者を対象に2015年4月14日まで受け付けた。なお、町長は知事とともに遺族との意見交換会を、南三陸町役場で4月9日に開く事となっていた。6月30日、南三陸町民のパブリックコメントの結果（保存賛成6割）及び町議会での請願（保存）の全会一致での採択もあり、南三陸町長は県有化を受け入れることを表明した。
防災対策庁舎は県の提案のとおり2031年まで宮城県が管理（保存）する事となり、2015年12月に庁舎は町から県に引き渡された。
2020年10月12日、南三陸町防災対策庁舎周辺がエリアに加わった南三陸町震災復興祈念公園が全面開園した。

### 町有化と恒久保存
旧防災対策庁舎は2031年まで宮城県が維持管理する方針だったが、2024年1月に南三陸町は県に町有化の意向を伝え、県も受け入れたため、同年3月に震災遺構として町が保存することを表明した。
旧防災対策庁舎は2024年6月末をもって南三陸町が宮城県から返還を受け、翌7月1日から南三陸町が管理する震災遺構として恒久保存されることとなった。